# Odysseum
Ne doit pas être confondu avec Odysseus.
 (septembre 2023).

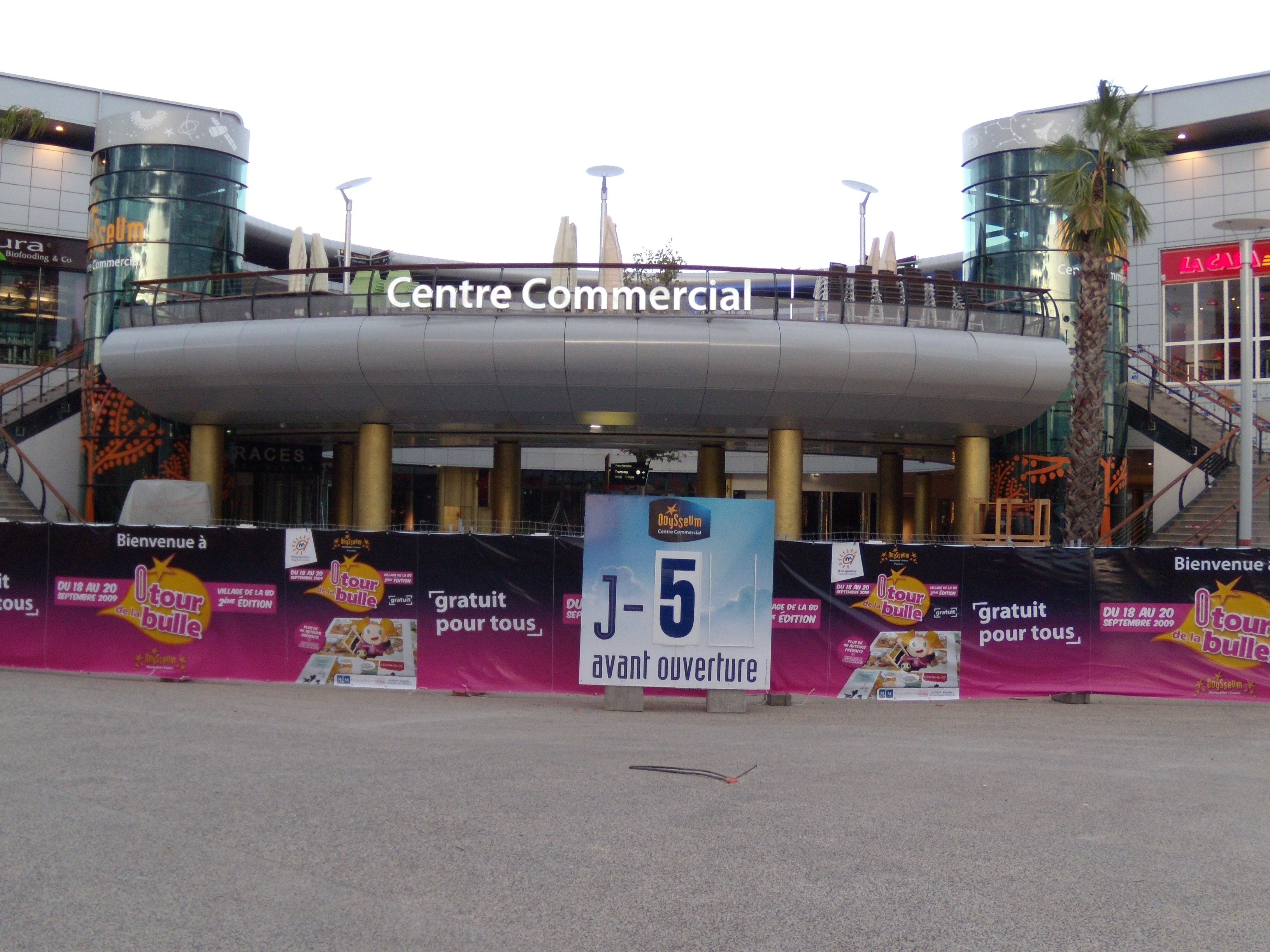
L'entrée piétonne occidentale du centre commercial, peu avant l'ouverture en septembre 2009.

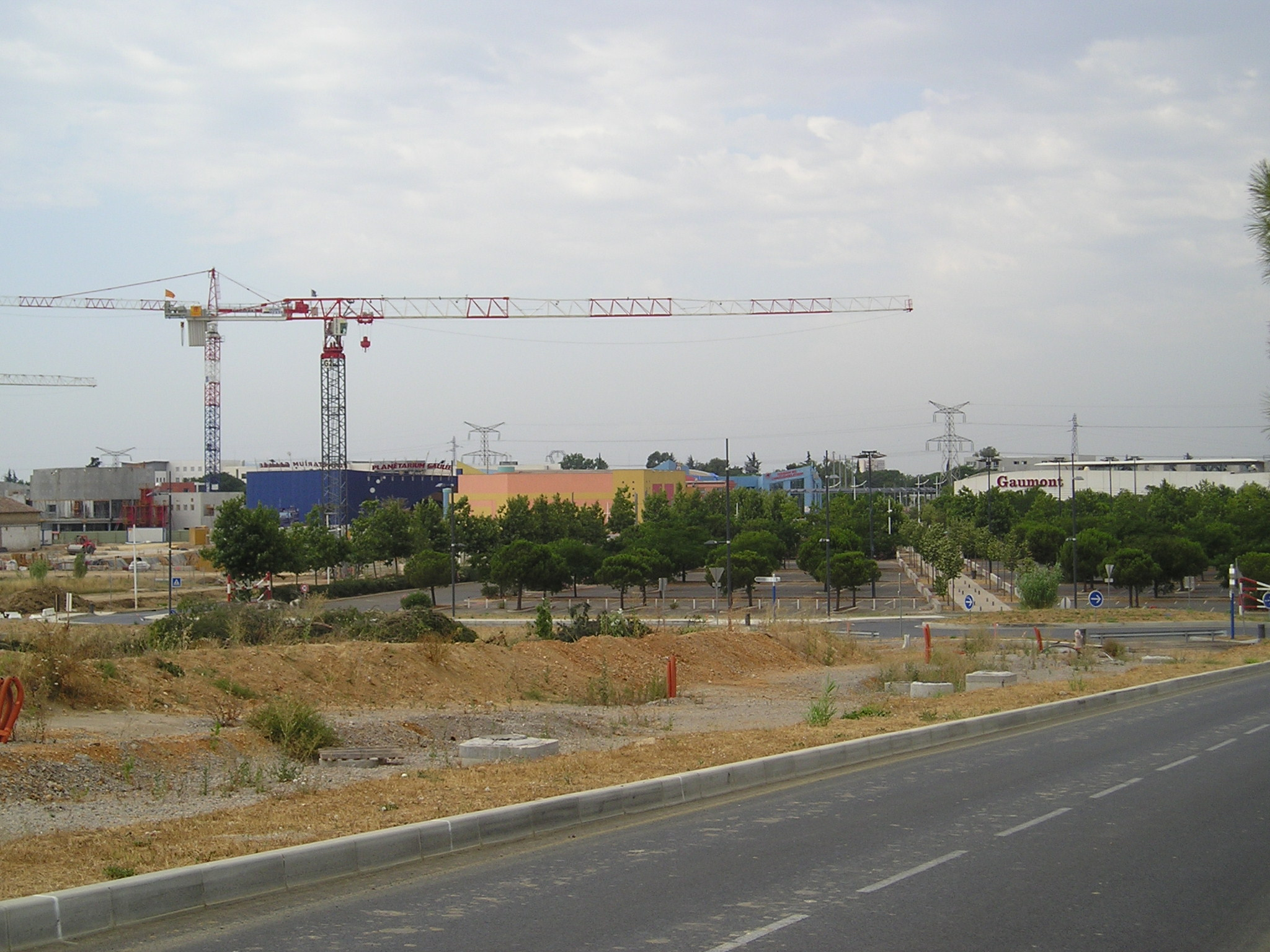
L'ouest d'Odysseum en construction en juillet 2006.

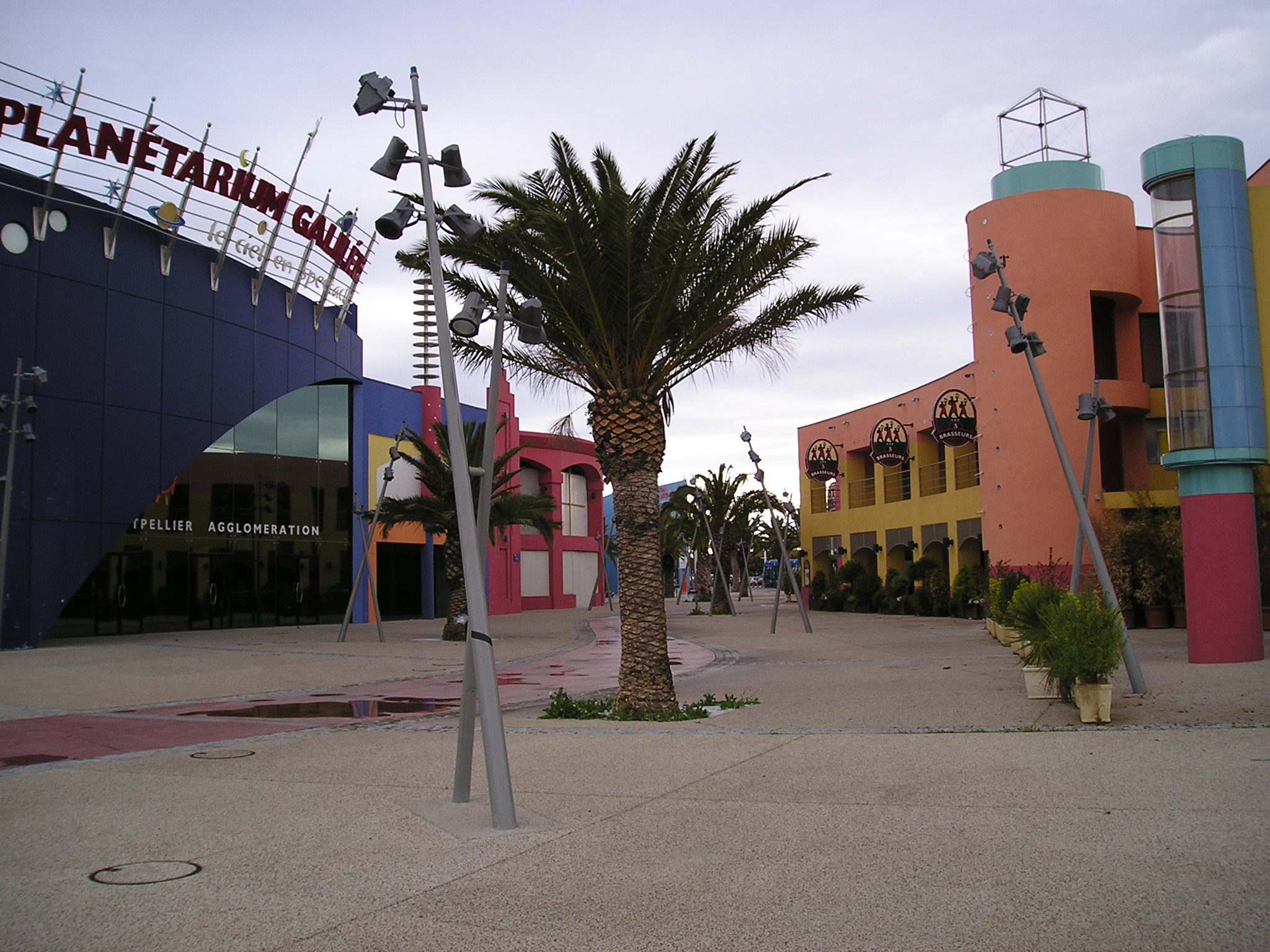
L'allée Ulysse entre aménagements publics à gauche et restaurants à droite.

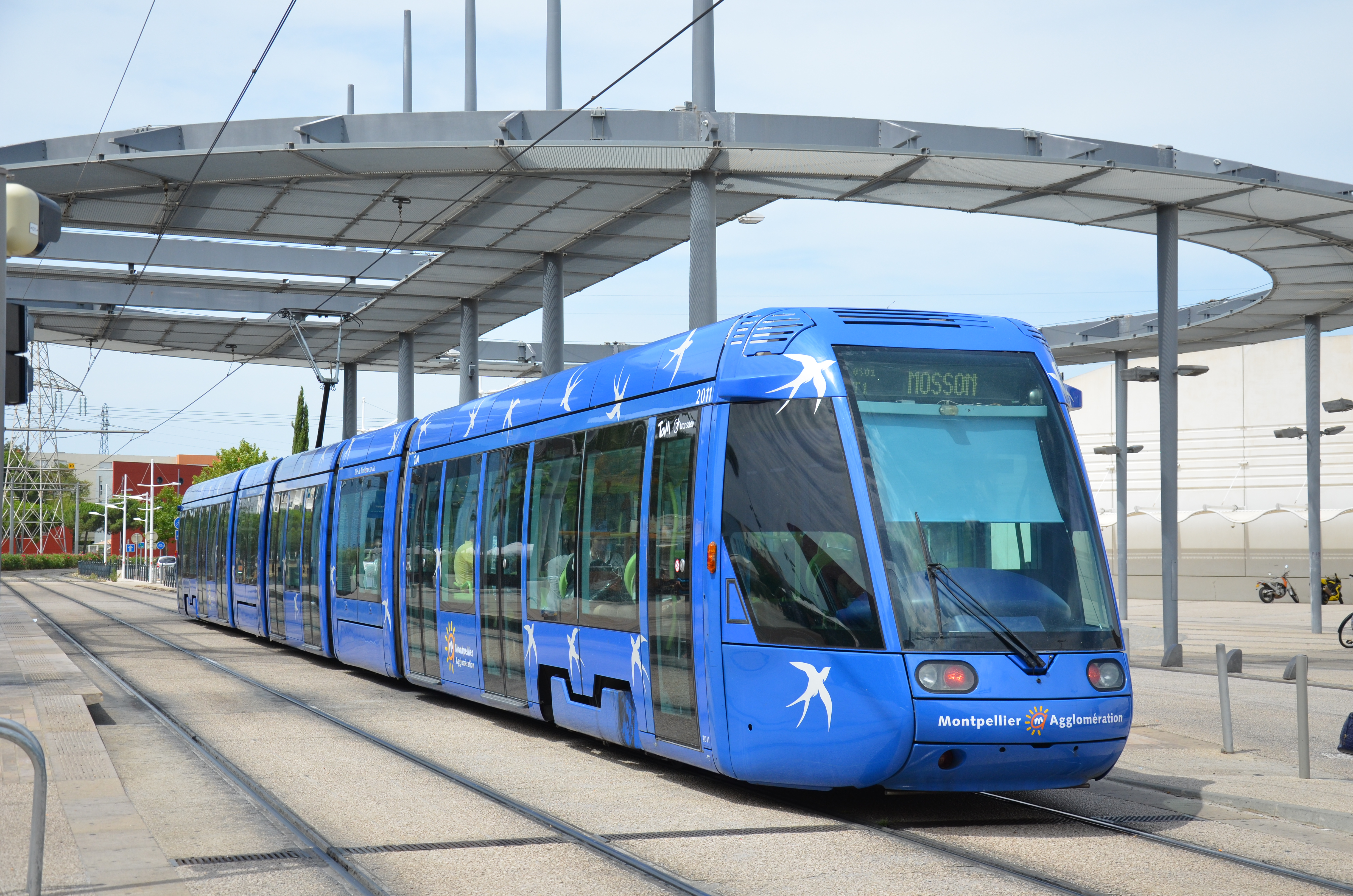
La station de tramway Place de France à Odysseum.

Odysseum est une zone d'aménagement concerté (ZAC) du quartier de Port Marianne située à Montpellier (Hérault). Elle est spécialisée dans les activités de loisirs et de commerces. Elle est en cours de construction depuis 1998.

## Localisation
Le quartier se situe sur la rive gauche du Lez, au sud-est du quartier du Millénaire consacré aux activités de haute technologie. Odysseum a été construit sur un des territoires encore agricoles de la commune à la fin des années 1990. Dès 1998, le quartier est desservi par les transports en commun : passage de la ligne de bus no 12 à destination du Millénaire et du domaine de Grammont et d'une ligne de nuit, puis il est le terminus de la ligne 1 du tramway et terminus de plusieurs lignes de bus suburbaines et départementales. À partir de janvier 2007, la ligne urbaine no 9 relie Odysseum au domaine de Grammont, un complexe funéraire, ludique et sportif isolé à l'est de la commune.
Par les avenues du Millénaire et l'avenue Pierre-Mendès-France au nord, Odysseum est accessible depuis l'autoroute A9. L'avenue du Mondial-98 le relie directement au cours d'eau du Lez par le quartier de Port Marianne, jusqu'au quartier de Richter, et aux communes du sud (centres commerciaux, aéroport et plages) par l'avenue de la Mer et la route de Carnon.

## Historique
Initié par Raymond Dugrand, adjoint à Georges Frêche, ce quartier a connu une genèse marquée par des procédures judiciaires lancées notamment par des associations de commerçants de l'Écusson, ceux du centre commercial Polygone et de la chambre de commerce et d'industrie de Montpellier, soucieux de la concurrence de cette nouvelle zone d'activités. En 1998, c'est la crainte des cinémas Diagonal face à l'ouverture du multiplexe Gaumont ; en 2005, c'est lors de l'ouverture de équipementier d'ameublement Ikea ayant eu lieu le 28 septembre de la même année.
Les premières activités implantées sont consacrées aux loisirs et d'initiative privée avec un cinéma multiplexe Gaumont le 1er avril 1998 et publiques avec la patinoire Végapolis inaugurée le 16 décembre 2000, le planétarium Galilée inauguré le 26 janvier 2002. Dans les années qui suivent une rue de restaurants se constituent : l'allée Ulysse. D'abord, la zone commerciale et ludique s'est étendue vers l'est autour de l'aquarium Mare Nostrum inauguré le 15 décembre 2007 (devenu depuis Planet Ocean Montpellier en 2018), puis en avril 2008, BowlingStar y implante le plus grand bowling de France avec 40 pistes sur deux niveaux et un kart électrique couvert de 5 800 m2, et au mois d'août 2008 suivant ; Altissimo y ouvre sa plus grande surface d'escalade d'une superficie de 1 800 m2.
L'espace entre la partie ouest constituée entre 1998 et 2003 et le magasin Ikea a été progressivement construit. Le 24 septembre 2009, un centre commercial de 135 000 m2 ouvre après des travaux lancés en juillet 2007 voisinant avec un hypermarché Géant du groupe Casino. Parmi les commerces de ce centre commercial, ouvre un des premiers Apple Store de France. La ligne de tramway est prolongée à l'intérieur même du centre pour le desservir. Près de la place de France se trouve également une discothèque, OdyC Club ouverte depuis décembre 2009.
En 2010, la place du XXe-Siècle est construite à l'entrée du centre commercial. Sur cette place sont présentes une série de statues de François Cacheux représentant les « grands hommes du XXe siècle », commandées par Georges Frêche. En août 2010, les cinq premières statues sont installées. Cette installation, qui comporte les statues de Jean Jaurès, Winston Churchill, Charles de Gaulle, Franklin Delano Roosevelt et Lénine, provoque un débat (débat relancé par l'inauguration des statues le 17 septembre 2010). Malgré le refus des personnes présentes, les dernières statues ont été posés le 24 juillet 2012, sous le regard de quelques passants et d'un groupe de personnes refusant la présence de Mao Zedong aux côtés de Nelson Mandela ou Mohandas Gandhi,,.

## Centre Commercial
Odysseum est un centre commercial français situé sur la commune de Montpellier, dans le département de l'Hérault. Le centre commercial fait partie du quartier du même nom. Le centre ouvre le 24 septembre 2009 avec 115 boutiques et 28 restaurants. Les principales locomotives du centre à l’ouverture sont un hypermarché Géant Casino de 14 000 m², H&m, Zara, Darty et Apple Store.

### Histoire
En 1999, Georges Frêche présente le projet Odysseum qui devrait ouvrir ses portes en 2003. Adossé à un important complexe de loisirs, il présentera une surface commerciale de 75 000 m2, dont un hyper Géant, Ikea et Décathlon.
Mais la SOCRI propriétaire du Polygone et les commerçants du centre ville posent des recours contre le projet. En 2001, le projet est réduit d'un tiers en échange de l'abandon des nombreux recours . La CDEC valide le projet en 2005 après de multiples recours. Ikea ouvre en 2005 tandis que Décathlon doit réduire sa surface .
En 2007, la première pierre est posée, les premières enseignes sont annoncées par Icade et Klepierre, les deux promoteurs . La caisse d'épargne participe également au projet à la hauteur de 30 %.
Le centre est inauguré le 24 septembre 2009 après un investissement de 350 millions d'euros . Klepierre rachète la totalité des parts de Icade en 2013.

### Présentation
Le centre s'articule sur deux niveaux. Le premier assure la jonction avec le pôle loisirs et permet d’accueillir les passages du tramway. Le second niveau se développe avec une succession de places et de mails à ciel ouvert permettant l'accès au parking souterrain. Le centre est entièrement à ciel ouvert, seule la galerie du géant casino est couverte. À l'ouest du centre commercial, on trouve une multitude d'activités (cinéma Gaumont, patinoire, aquarium) et des restaurants. À l'est, on retrouve Ikea et Décathlon.
Le concept architectural d’Odysseum est basé sur un assemblage entre « Mythologie » et « Odyssée de l’Espace ». L’histoire d’Ulysse sert de fil conducteur à l'architecture au design des places et du niveau bas : l’anneau elliptique des mails relie entre elles la place d’Ithaque, les « îles » de Calypso, des Cyclopes et de Circé, l’île du Soleil… Sur ces places, les étapes du voyage d’Ulysse sont mises en scène à travers la conquête de l’espace, le niveau haut et les mails du centre, baptisés « le mail des constellations »  et « la voie lactée », sont traités avec différents codes couleurs .
Le centre commercial a permis l'installation d'enseignes inédites dans la région comme le premier H&M de l’Hérault, mais également le second Apple Store de France, ouvert une semaine après celui du Carrousel du Louvre .

### Futur
Dans le futur, le centre commercial doit subir une restructuration pour permettre l'installation de Primark dans l'ancien bowling. H&M et Sephora, ils verront leur surface commerciale augmenter, respectivement de 1 400 m² et 260 m². Le projet est depuis en suspens à cause de la crise sanitaire .

## Enseignement
Le lycée Pierre-Mendès-France a été reconstruit sur le site du Mas des Brousses (terrain donné par la ville) dans le quartier Odysseum. Le designer parisien Christian Philip a été chargé de créer une ligne de mobilier scolaire spécifique pour lycée. Les locaux auront couté plus de 72 M€ (soit 66,1 M€ d'études et de travaux et 6 M€ d'équipement). Ils ont une capacité d'accueil plus importante qu'auparavant avec 1 500 places. Le lycée propose de nombreuses formations allant du certificat d'aptitude professionnelle (CAP) au brevet de technicien supérieur (BTS) en passant par de nombreux baccalauréats professionnels (Bac Pro) en trois ans. Le lycée dispose d'un internat d'une capacité d'accueil de 95 personnes, permettant d'attirer des lycéens de toute la région.

## Projets d'aménagement
Sur la première partie du quartier se trouve un simulateur de chute libre.
Odysseum devrait se prolonger dans un nouveau projet baptisé Odysseum 2 où se trouvera un hôtel resort créé par les frères Pourcel qui devrait entre autres contenir une gigantesque piscine municipale de 3 000 m2. Ainsi, depuis le 7 juillet 2018, la nouvelle gare de Montpellier-Sud-de-France accueille ses premiers trains voyageurs. Ce nouvel espace créé de l'autre côté de l'autoroute A9 devrait aussi accueillir un parc d'attractions.
Enfin, une extension pour la ligne 1 du tramway de Montpellier, qui effectue actuellement son terminus à Odysseum, est prévue pour rejoindre la nouvelle gare.